# Kenta Kasai
Kenta Kasai (笠井 健太 Kasai Kenta?, nacido el 25 de diciembre de 1985) es un exfutbolista japonés que se desempeñaba como defensa.

## Trayectoria

### Clubes
| Club            | País   | Año         |
| --------------- | ------ | ----------- |
| Paulista        | Brasil | 2005 - 2007 |
| Kashima Antlers | Japón  | 2008 - 2010 |